# قائمة أعمال هرمان هسه

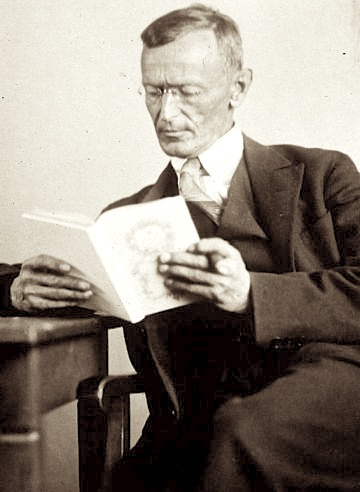
هرمان هيسه

التالي هو قائمة بالأعمال الكبرى للشاعر والروائي السويسري الألماني الأصل هرمان هيسه (1877-1962).

## حسب التاريخ
الآتي الأعمال الكبرى لهيسه مرتبة حسب تاريخ صدورها:
| العمل                            | العنوان الأصلي                               | السنة     | ملخص | صورة |
| قصائد رومانسية                   | Romantische Lieder                           | 1899      | ديوان شعر ويعتبر أول ما نُشر لهيسه |      |
| ساعة بعد منتصف الليل             | Eine Stunde hinter Mitternacht               | 1899      | مجموعة شعرية |      |
| بيتر كامينتسيند                  | Peter Camenzind                              | 1904      | رواية تربوية وهي أول رواية لهيسه وأول عمل ناجح له. |      |
| تحت الدولاب                      | Unterm Rad                                   | 1906      | رواية |      |
| جرترود                           | Gertrud                                      | 1910      | رواية فلسفية يعرض هيسه فيها نظرة البرجوازية عن العبقرية ويتعرض فيها لموضوع موسيقي.                                                                                                 |      |
| روسهالده                         | Roßhalde                                     | 1914      | رواية قصيرة، تتعاطى مع الزواج الفاشل لبطل الرواية، وهو رسام ثري وفنان ناجح يدعى يوهان فيراجوث.                                                                                     |      |
| الحرب والسلام                    | Krieg und Frieden                            | 1948-1914 | سلسلة من 28 مقالة نُشرت أولها في 1914 وآخرها في 1948 ينتقد فيها الحرب |      |
| كنولب. ثلاث حكايات من حياة كنولب | Knulp. Drei Geschichten aus dem Leben Knulps | 1915      | رواية تشردية، قسم هيسه الرواية إلى ثلاث حكايات منفصلة تدور أحداثها حول الشخصية الرئيسية في الرواية "كنولب"، الذي يعيش حياته متشرداً.                                                |      |
| دميان                            | Demian                                       | 1919      | من أشهر روايات هرمان هيسه، كتبها مباشرة بعد انتهاء الحرب العالمية الأولى |      |
| حكايات خرافية                    | Märchen                                      | 1919      | مجموعة من سبعة قصص قصيرة وفي وقت لاحق ثمان قصص |      |
| نظرة في الفوضى                   | Blick ins Chaos : Drei Aufsätze              | 1920      | سلسلة مقالات |      |
| كلينجزور في صيفه الأخير          | Klingsors letzter Sommer                     | 1920      | رواية عن شخص (كلنجزور) يقضي الأشهر الأخيرة من حياته في بلدة في جنوب سويسرا عالقاً بين الروحانية ورغباته                                                                             |      |
| كلين وفاجنر                      | Klein und Wagner                             | 1920      | |      |
| سدهارتا                          | Siddhartha                                   | 1922      | رواية تتناول الرحلة الروحية لرجل يدعى سدهارتا في زمن معاصر لغوتاما بوذا |      |
| ذئب البوادي                      | Der Steppenwolf                              | 1927      | من أشهر روايات هيسه، تدور أحداثها حول شخص يعيش عالقاً بين الفن وطبيعة مجتمعه البرجوازي                                                                                              |      |
| نرجس وجولدمند                    | Narziß und Goldmund                          | 1930      | تحكي الرواية عن شاب يدعى جولدمند (فم الذهب) يسافر في رحلة حول ألمانيا باحثا عن معنى الحياة، أو على الأخص حياته هو. وفي رحلته هذا يلتقي بنرجس وهو مدرس شاب وتنشأ بينهم علاقة صداقة. |      |
| رحلة إلى الشرق                   | Die Morgenlandfahrt                          | 1932      | رواية قصيرة |      |
| لعبة الكريات الزجاجية            | Das Glasperlenspiel                          | 1943      | رواية يوتوبية وهي تعد آخر روايات هسه وأهمها، تدور أحداث الرواية في عام 2400 ويصور فيها هيسه العالم البشري كما يعتقد بأنه يجب أن يكون عليه في المستقبل                              |      |
| قصائد                            | Die Gedichte                                 | 1953      | مجموعة من 31 قصيدة |      |

## حسب النوع

### أشعار
- 1899: «قصائد رومانسية» «Romantische Lieder» (ديوان شعر).[1]
- 1899: «ساعة بعد منتصف الليل» «Eine Stunde hinter Mitternacht» (مجموعة شعرية).[1]
- 1953: «قصائد» «Die Gedichte» (مجموعة شعرية).

### روايات
- 1904: «بيتر كامينتسيند» «Peter Camenzind» (رواية تربوية).[2][3]
- 1906: «تحت الدولاب» «Unterm Rad» (رواية).[4][5]
- 1910: «جرترود» «Gertrud» (رواية فلسفية).[6][7]
- 1914: «روسهالده» «Roßhalde» (رواية قصيرة).[8][9]
- 1915: «كنولب. ثلاث حكايات من حياة كنولب» «Knulp. Drei Geschichten aus dem Leben Knulps» (رواية تشردية).[10][11]
- 1919: «دميان» «Demian» (رواية).[12][13]
- 1920: «كلينجزور في صيفه الأخير» «Klingsors letzter Sommer» (رواية قصيرة).[14][15][16]
- 1920: «كلين وفاجنر» «Klein und Wagner» (رواية قصيرة).
- 1922: «سدهارتا» «Siddhartha» (رواية).[17][18]
- 1927: «ذئب البوادي» «Der Steppenwolf» (رواية).[19][20]
- 1930: «نرجس وجولدمند» «Narziß und Goldmund» (رواية).[21][22]
- 1932: «رحلة إلى الشرق» «Die Morgenlandfahrt» (رواية قصيرة).[23][24]
- 1943: «لعبة الكريات الزجاجية» «Das Glasperlenspiel» (آخر رواياته).[25][26]

### قصص قصيرة
- 1919: «حكايات خرافية» «Märchen» (مجموعة قصص قصيرة).[1]

### مقالات
- 1948-1914: «الحرب والسلام» «Krieg und Frieden» (سلسلة مقالات).
- 1920: «نظرة في الفوضى» «Blick ins Chaos : Drei Aufsätze» (سلسلة مقالات).[1]

## الترجمة إلى العربية
| بيتر كامينتسيند |
| --- |
| - بيتر كامينتزنيد، هرمان هيسه، ترجمة أسامة منزلجي، دار حوران للطباعة والنشر والتوزيع (1999). - بيتر كامينتسند، هرمان هيسه، ترجمة مصطفى ماهر، الهيئة العامة المصرية للكتاب، الطبعة الثانية في 2010، ISBN 9789774216924 |
| تحت الدولاب |
| - تحت العجلة، هرمان هيسه، ترجمة نامق كامل، دار المدى (2001) - تحت الدولاب، هرمان هيسه، ترجمة أسامة منزلجي، دمشق: دار حوران للطباعة والنشر والتوزيع (1998) - الطفل الموهوب، هرمان هيسه، ترجمة فؤاد كامل، دار الهلال (يناير 1996) - قلب طفل، هرمان هيسه، ترجمة ستار سعيد زويني، دار نينوى (2008).                                                                                 |
| جرترود |
| - غرترود، هرمان هيسه، ترجمة أسامة منزلجي، دار حوران للطباعة والنشر والتوزيع (1998) |
| روسهالده |
| - روسهالده، هرمان هيسه، ترجمة أسامة منزلجي، دار حوران للطباعة والنشر والتوزيع (1997) |
| الحرب والسلام |
| - إذا ما استمرت الحرب: مذكرات في الحب والحرب والسلام، هرمان هيسه، ترجمة أسامة منزلجي، دار نينوى (2001، يناير 2004). |
| كنولب |
| - نولب الربيع الباكر، هرمان هيسه، ترجمة كامل يوسف حسين، بيروت: دار ابن يزيدون (1986). - كنولب المتشرد، هرمان هيسه، ترجمة محمد زفزاف، بغداد: دار الشؤون الثقافية العامة (1986) |
| دميان |
| - دميان: قصة شباب إميل سنكلير، هرمان هيسه، ترجمة ممدوح عدوان، دار أزمنة (1998)، دار ورد (2000)، دار ممدوح عدوان للنشر والتوزيع ودار أثر (2015) |
| حكايات خرافية |
| - الحكايات الخرافية، هرمان هسه، ترجمة أسامة اسبر، دار نينوى. - أنباء غربية من كوكب آخر: قصص مختارة، هرمان هيسه، ترجمة عبد الله صخي، بيروت، المؤسسة الجامعة للدراسات والنشر والتوزيع (1983). - أحلام الناي أو أنباء عجيبة من كوكب آخر وقصص أخرى، هرمان هيسه، ترجمة فؤاد كامل، بغداد: دار الشؤون الثقافية العامة (1986)                                                           |
| كلينجزور في صيفه الأخير |
| - صيف كلنكسر الأخير، ترجمة ستار سعيد زوينى، دار المدى (1995)، دار نينوى (2008). - الصيف الأخير: كلاين وفاجنر - الصيف الأخير للسيد كلينجسور، ترجمة محمد أحمد الجوادي، دار الهلال (1992). |
| سدهارتا |
| - سدهارتا، هرمان هيسه، ترجمة جيزلا فالور حجار، دار المدى (2000)، ISBN13: 9782843053245، ISBN 284305324X. - سدهارتا، هرمان هيسه، ترجمة ممدوح عدوان، دار ورد (2000)، دار ممدوح عدوان للنشر والتوزيع ودار أثر (2015) - سد هارتا، هرمان هيسه، ترجمة فؤاد كامل، دار المعارف (1985)، ISBN 977-02-1322-5 - سد هارتا، هرمان هيسه، ترجمة سمير علي، بغداد: وزارة الثقافة والإعلام (1981). |
| ذئب البوادي |
| - ذئب السهوب، هرمان هيسه، ترجمة أسامة منزلجي، دار حوران للطباعة والنشر (1997). - ذئب البوادي، هرمان هيسه، ترجمة النابغة الهاشمي، دمشق (1973)، دار ابن رشد للطباعة والنشر: مكتبة النهضة العربية (1983) |
| نرجس وجولدمند |
| - نرسيس وغولدموند، هرمان هيسه، ترجمة أسامة منزلجي، دار حوران للطباعة والنشر (1996). |
| رحلة إلى الشرق |
| - الرحلة إلى الشرق، هرمان هيسه، ترجمة ممدوح عدوان، دار ورد للطباعة والنشر (2001) - رحلة إلى الشرق، هيرمان هيسه، ترجمة سميرة الكيلاني، دار الثقافة الجديدة. |
| لعبة الكريات الزجاجية |
| - لعبة الكريات الزجاجية، هرمان هيسه، ترجمة مصطفى ماهر، المركز القومي للترجمة (2009)، دار المدى، سلسلة ميراث الترجمة: العدد 1430. |

## وصلات خارجية
- ببليوجرافيا هرمان هيسه، على الموقع الرسمي لجائزة نوبل.